# Diego Pérez de Vargas
Diego Pérez de Vargas o Diego Vargas Machuca (¿Provincia de Toledo?, c.1200 – ¿Jerez de la Frontera?, ?), apodado como Machuca, fue un soldado castellano del siglo XIII que luchó durante la Reconquista.

## Biografía
Hijo de Pedro Fernández de Vargas, que luchó en la batalla de Las Navas de Tolosa en 1212, y hermano mayor de Garci Pérez de Vargas. Ambos hermanos lucharon a las órdenes del rey castellano Fernando III en distintas batallas de la Reconquista por tierras de Andalucía. Su figura se hizo célebre tras la Batalla de Jerez de 1231, en la cual se ganó el sobrenombre de "Machuca", tras usar una rama de encina u olivo para "machacar" las cabezas de sus enemigos. Se dice que al verle machucar a los moros con aquella rama, el conde Álvaro Pérez de Castro le animaba diciendo: «Así, Diego, machuca machuca...», y se quedó con el nombre de Diego Vargas Machuca, apellido que heredarían sus descendientes. Esta escena la relata el escritor Miguel de Cervantes, en su célebre libro de El Quijote de la siguiente manera:

«Yo me acuerdo haber leído que un caballero español llamado Diego Pérez de Vargas, habiéndosele en una batalla roto la espada, desgajó de una encina un pesado ramo o tronco, y con él hizo tales cosas aquel día y machacó tantos moros, que le quedó por sobrenombre Machuca, y así él como sus descendientes se llamaron desde aquel día en adelante Vargas y Machuca.»
Miguel de Cervantes, "El ingenioso hidalgo don Quijote de la Mancha"

Años más tarde, en 1248, acompañó a su hermano en la Reconquista de Sevilla por parte de Fernando III. 
Finalmente, Diego Pérez de Vargas acabó retirándose en Jerez de la Frontera. Se cuenta que en una ocasión, hacia 1268, se acercó el rey Alfonso X a visitar al anciano Machuca a su casa de Jerez, donde se encontraba don Diego descabezando vides. El rey comenzó a recoger los sarmientos que éste tiraba al suelo. Cuando Vargas reconoció a su majestad, le preguntó sorprendido: «Señor, ¿qué hacéis aquí?», a lo que el monarca contestó: «Proseguid Vargas, que a tal podador tal sarmentador».